# Justin Hayward
Justin Hayward, född 14 oktober 1946 i Swindon, Wiltshire, är en brittisk musiker, gitarrist och kompositör. Han är en av huvudfigurerna i musikgruppen The Moody Blues, i vilken han varit medlem alltsedan 1966. 
I mitten av 1960-talet arbetade Hayward tillsammans med Marty Wilde i gruppen The Wilde Cats. Hayward blev medlem av The Moody Blues 1966, då han ersatte gitarristen Denny Laine.
I och med Haywards medlemskap i gruppen ändrade den riktning mot en symfonisk ljudbild. Åren därefter blev också gruppens mest framgångsrika, såväl musikaliskt som kommersiellt. Haywards komposition "Nights In White Satin" blev en av bandets största succéer.
När gruppen tog en paus 1974 passade Justin Hayward på att starta en solokarriär. Han medverkade i Jeff Waynes musikalalbum War of the Worlds och han fick där en hit med låten "Forever Autumn". 
Hans soloalbum blev inte riktigt lika storsäljande, men åtminstone de två första sålde bra.

## Diskografi
Studioalbum
- 1975 – Blue Jays (med John Lodge)
- 1977 – Songwriter
- 1980 – Night Flight
- 1985 – Moving Mountains
- 1989 – Classic Blue (med Mike Batt)
- 1994 – Classic Moody Blues Hits
- 1996 – The View From The Hill
- 1999 – Live in San Juan Capistrano
- 2013 – Spirits of the Western Sky

Livealbum
- 1998 – Live in San Juan Capistrano
- 2014 – Spirits... Live

Samlingsalbum
- 2016 – All the Way